# 糧船灣

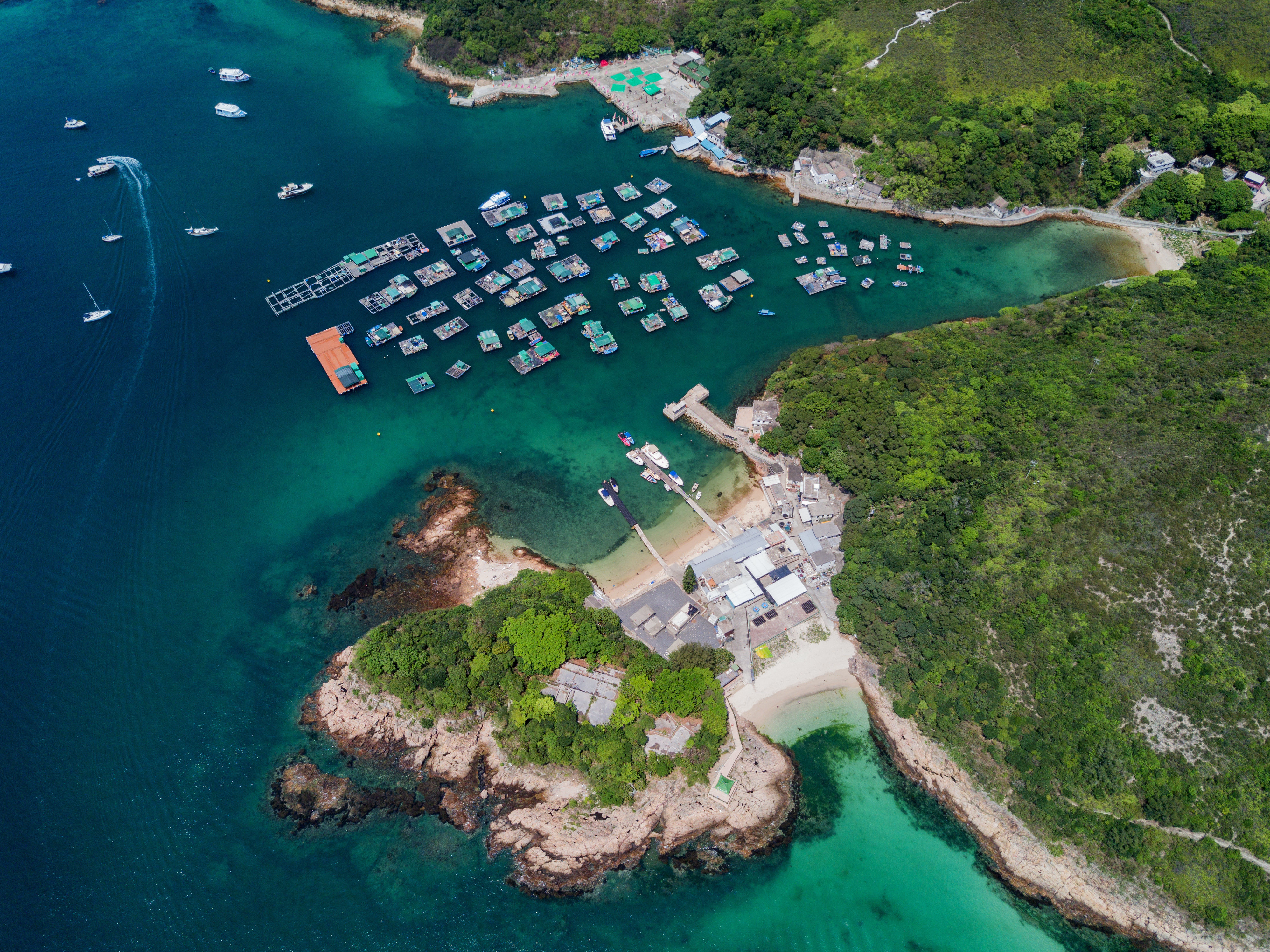
糧船灣（上）及沙橋頭（下）

糧船灣（英語：High Island）原為香港第四大島嶼，現地理上已與西貢半島陸地相連。地區行政上屬於西貢區；位於萬宜水庫西南面，糧船灣海以東，大頭洲、雞洲、老虎吊排、滘西洲、吊鐘洲以東，匙洲、南風洲、伙頭墳洲、小破邊洲、黃泥洲、光頭排、橫洲以北，破邊洲、飯甑洲以西。
糧船灣北面有一條西貢萬宜路連接島的東西部，是遠足者暢遊萬宜水庫南岸的必經之處。萬宜水庫西壩底下亦有創興水上活動中心，供人玩樂。在天后廟附近亦有糧船灣東丫村原居民經營海膽養殖場。

## 名稱
糧船灣原稱糧船灣洲，昔日曾由英文名意譯為高洲或高島，有火山島的意思。在明朝志書《粵大記》中，糧船灣稱為龍船灣，當時設有一汛，名為龍船灣汛。

## 歷史
糧船灣伸延至果洲群島處曾經有一座超級火山，名為糧船灣超級火山，是香港首座被發現的古代超級火山，現在為死火山。最後一次火山爆發是在約1億4千萬年前，噴出的火山灰逾1萬3千億立方米，火山灰經過冷卻凝固後，形成了蔚為奇觀的六角柱石。超級火山是以火山的噴發量來計算，爆發指數（VEI）為最高級別的八級，噴發約一千立方公里的岩漿。以火山爆發指數評估，糧船灣超級火山當年爆發的威力相當於冰島火山的一萬倍。土木工程拓展署指出，整個華南東部及香港在1億多年前屬於火山帶。經過該署於糧船灣進行了多年的地質調查發現，於2012年確認糧船灣伸延至果洲群島處曾經有一座超級火山，名為糧船灣超級火山，直徑長達18公里，是香港以至中國東南部首座被發現的古代超級火山。
1957年12月，即將卸任香港總督的葛量洪宣佈包括在糧船灣等地開發衛星城市，其中計劃在糧船灣興建一個容納達五十萬人口之衛星城市，但最後計劃未有實行；1969年，香港政府在糧船灣洲北岸興建萬宜水庫，將糧船灣洲和西貢半島連接起來。從此在官方地圖上，糧船灣洲改稱糧船灣。在興建水庫之前，糧船灣洲和西貢半島相隔著官門海峽。
規劃署以島上的東丫及北丫範圍製作鄉郊分區計劃大綱圖。
糧船灣洲上之白腊村一條有三百年歷史之劉氏客家村落，祖籍為長樂（今晡日之五華）。
逾400年歷史的糧船灣天后宮，經過重修後，在2013年1月2日舉行開光典禮，並在宮前舉行百席盆菜宴，吸引了過千人參與。今次重修後，天后宮加設文物館，展示過往所用的祭祀物品。

## 海灣

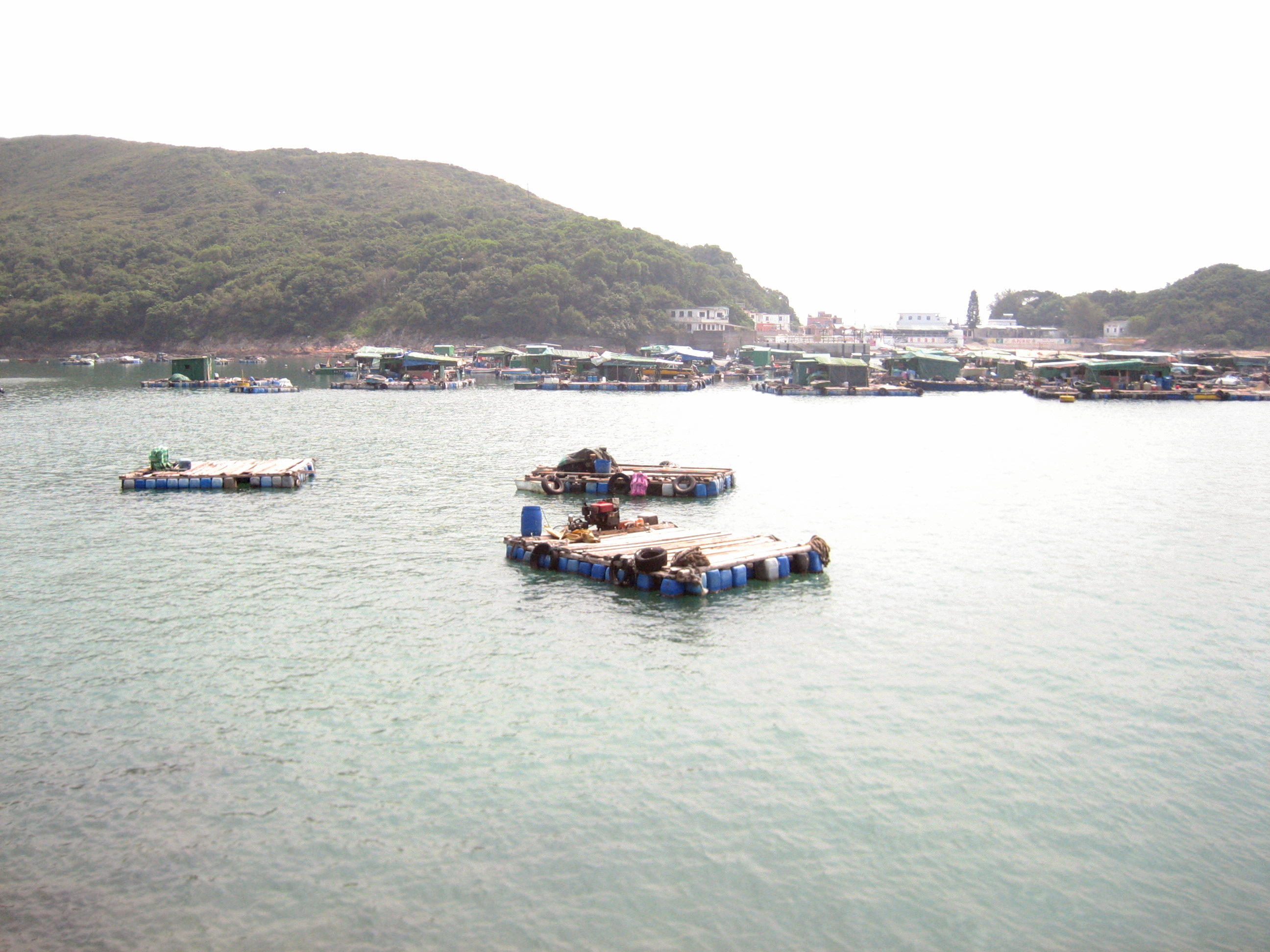
糧船灣洲的漁排

- 深篤灣
- 淡水灣
- 大蛇灣
- 蠄蟧灣
- 石仔灣
- 南風灣
- 白腊灣
- 白腊仔

## 外部連結
- 中國香港世界地質公園 糧船灣 （页面存档备份，存于）
- 西貢糧船灣東丫村海膽養殖場海鮮菜館 （页面存档备份，存于）

22°21′00″N 114°21′00″E / 22.3500°N 114.3500°E